# Импресия
Импресия (от латински език impressio, буквално „впечатление“) е произведение на изкуството — изобразителното изкуство, литературата и музиката, създадено въз основа на впечатление от нещо видяно, чуто или преживяно.

## Импресия в изобразителното изкуство
Терминът „импресия“ е въведен за първи път в изобразителното изкуство, от френския художник Клод Моне, който озаглавява една своя картина от 1872 г. „Импресия. Изгряващо слънце“. Използва се в смисъла на живописен или графичен ескиз, чрез който художникът отразява свое моментно впечатление. Оттук идва и името на течението в изобразителното и други изкуства, известно като импресионизъм.

## Импресия в литературата
В литературата импресията е жанр на лиризираната проза и спада към късите жанрове. Изразител е на впечатления, предразполагащи към размисъл. Характерни за импресията са изразителността, силното емоционално въздействие, лаконичността, точността и яркостта на описанията, като емоционалният компонент доминира над изобразително-повествователния.
Под влиянието на руската литература, импресията е силно застъпена в българската литература през второто и третото десетилетие на 20 век. Автори на импресии са:
- Стоян Михайловски – „Недомлъвки“,
- Иван Андрейчин – „Навеяни мисли“,
- Елин Пелин – „Черни рози“,
- Гео Милев – „Грозни прози“,
- Христо Смирненски – „Босоногите деца“, „Трудът“, „Зидари“.[2][3]